# Чубарьян, Оган Степанович
Оган Степанович Чубарьян (8 октября 1908, Ростов-на-Дону, Российская империя — 7 января 1976, Москва, СССР) — выдающийся советский библиотековед и библиотечный деятель международного уровня, доктор педагогических наук (1972), профессор (1973), заслуженный работник культуры РСФСР (1970).

## Биография
После окончания средней школы работал в ГПНТБ, МГБИ, ЦПБ. С 15 мая 1942 по август 1945 года — в РККА; лейтенант, командир стрелковых подразделений (Ленинградский фронт). С 1945 года — заведующий кафедрой библиотековедения, декан, проректор Московского библиотечного института. В 1947 году защитил кандидатскую диссертацию «Техническая книга в России в эпоху Петра Великого». С 1960 года — заместитель директора Государственной публичной научно-технической библиотеки СССР.
В октябре 1963 года был назначен заместителем директора по науке и методической работе Государственной библиотеки СССР им. В. И. Ленина. В 1968 году защитил в качестве докторской диссертации учебник для библиотечных факультетов институтов культуры «Общее библиотековедение» (2-е издание). С декабря 1969 по июнь 1972 года исполнял обязанности директора ГБЛ. Находясь на преподавательской работе в Московском институте культуры, разработал курс «Общее библиотековедение» и издал учебник по данной дисциплине, который выдержал три издания. 
Главный редактор сборника «Библиотеки СССР» (1964—1975, с 1973 — «Советское библиотековедение»), инициатор издания периодического сборника «Научные и технические библиотеки СССР».
Был женат; сын Александр (род. 1931) — советский и российский историк, академик РАН.

## Основные работы
Основные труды посвящены библиотековедению. Автор и редактор свыше 140 публикаций.
- Общее библиотековедение. Учебник. — М., 1960; 3-е изд. 1976;
- Вопросы методического руководства техническими библиотеками // Технические библиотеки СССР. 1961. Сб. 1. С. 5-12;
- Текущая библиографическая информация в помощь производству // Советская библиография. 1961. Вып. 5. С. 8-20;
- Технические библиотеки — в помощь семилетке // Библиотеки СССР. Опыт работы. 1961. Вып. 15. С. 45-67;
- Насущные вопросы укрепления центральных научно-технических библиотек // Технические библиотеки СССР. 1962. № 4. С. 3-11;
- Словарь библиотечных терминов / науч. ред. О. С. Чубарьян. — М., 1976;
- Человек и книга. М., 1979. — (Научно-популярная серия);
- Проблемы теории и практики библиотечного дела в СССР. Избранные труды. — М., 1979